# Lygromma wygodzinskyi
Lygromma wygodzinskyi är en spindelart som beskrevs av Norman I. Platnick 1978. Lygromma wygodzinskyi ingår i släktet Lygromma och familjen Prodidomidae.
Artens utbredningsområde är Colombia. Inga underarter finns listade i Catalogue of Life.